# Балић
Балић (алб. Balaj) је насељено место у општини Урошевац, на Косову и Метохији. Према попису становништва из 2011. у насељу је живело 992 становника.

## Становништво
Према попису из 2011. године, Балић има следећи етнички састав становништва:
| Националност | 2011.        |
| Албанци      | 992 (100,0%) |
| Укупно       | 992          |

| Демографија | Демографија | Демографија |
| Година      | Становника  | Становника  |
| ----------- | ----------- | ----------- |
| 1948.       | 416         |             |
| 1953.       | 466         |             |
| 1961.       | 551         |             |
| 1971.       | 687         |             |
| 1981.       | 933         |             |
| 1991.       | 1.189       |             |
| 2011.       | 992         |             |